# Glansrugdrongo
De glansrugdrongo (Dicrurus adsimilis divaricatus) is een zangvogel uit de familie van de drongo's. De vogel werd in 1823 als aparte soort geldig beschreven. Uit later onderzoek bleek dat de soort nauw verwant is aan andere Afrikaanse soorten drongo's zoals de treurdrongo (D. adsimilis). Vervolgonderzoek gepubliceerd in 2018 zou wijzen in de richting van de status van aparte soort of verwantschap met andere soorten drongo's. Hierover is geen consensus.
Samen met het taxon  D. adsimilis lugubris staat dit taxon in 2023 als ondersoort op de IOC World Bird List versie 13.2